# Philip Brocklehurst
Sir Philip Lee Brocklehurst (Swythamley Park, 7 marzo 1887 – 28 gennaio 1975) è stato un militare, geologo ed esploratore britannico.
Di famiglia agiata, studia ad Eton ed al Trinity Hall di Cambridge. Nel 1905 e 1906 rappresenta la sua università nelle competizioni di boxe.
Arruolatosi nel British Army, ottiene il comando di una unità di cavalleria, ma si dimette per partecipare come assistente geologo alla spedizione Nimrod di Ernest Shackleton in Antartide contribuendo anche al budget della missione con 2 000 sterline (pari a 150 000 £ del 2008).